# Eduardo Carigé
Eduardo Carigé Baraúna (Salvador, 11 de novembro de 1851 - Salvador, 12 de abril de 1905) foi abolicionista, jornalista e dramaturgo. Durante a Guerra da Tríplice Aliança, fez duras críticas ao tratamento das pessoas escravizadas pelos escravizadores na Bahia. Junto com Pamphilo da Santa Cruz e Frederico Lisboa, usou a ''Gazeta da Tarde'' como tribuna para denunciar os males da escravidão.

## Biografia
Nasceu na Bahia em 11 de novembro de 1851, como Eduardo Augusto Carigé Baraúna, filho de um médico, Dr. Manuel Carigé Baraúna e D. Emília Augusta Carigé Baraúna. Com a morte de seu pai, no ano de seu nascimento, Carigé e sua mãe foram morar com sua tia materna, Maria Augusta Carigé Gomes, no Engenho Socorro. Terminou seus estudos no Gymnasio Bahiano, e entrou para a Faculdade de Medicina, mas não chegou a se formar.
 

Aos 18 anos de idade, iniciou no movimento abolicionista, entrando para a Sociedade Libertadora Sete de Setembro. Em 1882, começou a escrever para o jornal Gazeta da Tarde, com o pseudônimo Martilius; em seus artigos, defendia o abolicionismo e denunciava as violências cometidas pelos escravizadores. Carigé entrou para a Sociedade Libertadora Bahiana, que se tornou uma das principais agremiações abolicionistas da Bahia. A agremiação ajudava na fuga de escravizados, e entrava com ações judiciais de pedido de liberdade. Entre dezembro de 1888 e janeiro de 1889, escreveu artigos para o jornal Diário da Bahia, contando a sua versão da campanha abolicionista na província e se defendendo nas acusações que caía sobre ele. Em 1904, arrendou, junto com Thomé Moura e Anselmo Pires de Albuquerque, o Teatro São João; Durante este período, escreveu os dramas: O Roupeta, Cabral e A Plebeia.